# Джоел Кембъл
Джоел Натаниъл Кембъл Самуелс (на испански: Joel Nathaniel Campbell Samuels) е костарикански футболист роден на 26 юни 1989 в Сан Хосе, играе като нападател, играч е на бразилския Атлетико Гоянензе, както и на националния отбор на Коста Рика.

## Клубна кариера

### Депортиво Саприса
Кембъл започва кариерата си в костариканския Депортиво Саприса през 2009 г. През януари 2011 г. е пратен под наем в Пунтаренас.

### Арсенал
На 19 август 2011 г. Кембъл преминава в английския клуб Арсенал. На 27 август 2011 г. става ясно, че Кембъл няма да получи виза, която да му разреши да играе в Англия.

#### Наем в Лориен
След като не успява да получи виза за Англия, Кембъл, заедно със съотборника си в Арсенал Жил Суну, преминава под наем във френския елитен отбор Лориен. Дебютът си прави срещу Сошо, влизайки в 79-ата минута и допринася за отмъкнатата точка, след като прави асистенция за изравнителния гол. На 1 октомври 2011 г. вкарва първия си гол за Лориен при победата с 2-0 над Валансиен. На 26 октомври реализира втория си гол за клуба в мач от Купата на лигата срещу Монпелие. Третия си гол вкарва отново срещу Монпелие, които по-късно завоюват титлата, за победата с 2-1.

#### Наем в Бетис
На 6 юли 2012 г. Кембъл преминава под наем до края на сезона в клуба от Примера дивисион Бетис. На 25 август прави дебюта си в официален мач за Бетис, влизайки като резерва при загубата с 2-1 от Райо Валекано.

## Национален отбор
Кембъл е избран в отбора на Коста Рика за турнира до 17 години на КОНКАКАФ. С двата си гола той става голмайстор на отбора на турнира. Повикан е и за турнира до 20 години на КОНКАКАФ, където завършва като голмайстор на турнира с 6 гола.
Дебютът си за Коста Рика прави на 5 юни 2011 г. по време на турнира Голд Къп, вкарвайки един от петте гола при победата с 5-0 над Куба. На 7 юли 2011 г. вкарва втория си гол за националния отбор срещу Боливия по време на Копа Америка 2011. Третия си гол вкарва в контрола срещу Испания за равенството 2-2. Вкарва гол и в контролата срещу Уелс, която завършва 1-0 и е в памет на Гари Спийд.